# Robert Anjema
Robert Anjema, né le 7 juin 1951, est un joueur de squash représentant les Pays-Bas. Il est champion des Pays-Bas à douze reprises (1970-1978, 1980-1982).
Son fils Laurens Jan Anjema est joueur professionnel de squash, dix fois champion des Pays-Bas et atteint la neuvième place mondiale.

## Palmarès

### Titres
- Championnats des Pays-Bas : 12 titres (1970-1978, 1980-1982)